# Giornata delle Nazioni Unite per il Servizio Pubblico
La Giornata delle Nazioni Unite per il Servizio Pubblico si celebra il 23 giugno di ogni anno. La Giornata del servizio pubblico delle Nazioni Unite è stata designata dalla risoluzione A/RES/57/277 del 2003 dell'Assemblea generale delle Nazioni Unite, per “celebrare il valore e la virtù del servizio pubblico alla comunità”. Il Consiglio economico e sociale delle Nazioni Unite ha stabilito che i Premi del servizio pubblico delle Nazioni Unite siano conferiti in occasione della Giornata del servizio pubblico per i contributi dati alla causa del rafforzamento del ruolo, del prestigio e della visibilità del servizio pubblico.
Il giorno segna anche l'anniversario della data in cui l'Organizzazione internazionale del lavoro ha adottato la Convenzione sui rapporti di lavoro (servizio pubblico), 1978 (n. 151). Questa Convenzione è un quadro per determinare le condizioni di lavoro di tutti i dipendenti pubblici nel mondo.